# Konya Ark
Konya Ark (uzbeško Koʻhna ark 'Stara trdnjava') je citadela v Ičan Kali, zgodovinskem starem mestu Hiva v Uzbekistanu. Je izjemen del Unescove svetovne dediščine.

## Stavbe
Konya Ark je na zahodni strani Ičan Kale in pokriva površino približno 1,2 hektarja. Zgradil ga je v 17. stoletju kan iz Hive, Mohamed Erenke (kan od leta 1687 do 1688), kot upravno središče Hivskega kanata. Trdnjava je bila nato razširjena in 100 let pozneje je Konya Ark gostil kanovo mošejo, rezidenco, vrhovno sodišče, sprejemnico (Kurniš Kan), smodnišnico, arzenal, kovnico denarja, harem, kuhinjo, hleve in druge stavbe.

### Kurniš Kan
V Konya Ark se vstopa skozi masivna vrata, ki jih obdajata dva stolpa, okrašena z privlačnimi modrimi ploščicami. Za vrati je nadaljnje dvorišče, na zahodni strani katerega je Kurniš Kan. Sedanji Kurniš Kan je bil zgrajen v času vladavine kana Iltuzarja (1804–1806) z dvoriščem s prostorom za jurto, ki se uporablja poleti. Dvorišče dopolnjuje ivan, okrašen z modro in belo majoliko, ki ga podpirata dva lesena stebra na kamnitih podstavkih. V enem od podstavkov so vgravirane pesmi pesnika in zgodovinarja Agahija. Ob Kurniš kanu je prestolna soba. Prestol sam je replika v niši na južni steni. Originalni prestol je bil izdelan leta 1816 in prekrit s finimi srebrnimi lističi. Po osvojitvi s strani Ruskega imperija so ga leta 1873 odpeljali v Moskvo in ga zdaj hranijo v Kremlju.

## Ak Šejk Bobo, mošeja, kovnica, harem in bivalni prostor
Severozahodno od Kurniš kana vodi hodnik do severnega dela Konya Arka. Stolp Ak Šejk Bobo je najvišja točka Konya Arka in se uporablja kot opazovalni stolp. V bližini je kovnica, zgrajena v času vladavine kana Mohameda Rahima I. (1806–1825), ki je izvedel davčne reforme in ustanovil carinske urade. Več kot 300 kovancev, kovanih v Hivi, hrani Ermitaž v Sankt Peterburgu.
Kanovo mošejo je zgradil kan Alla Kuli (1825–1842). Razdeljena je na zaprto zimsko mošejo in poletno mošejo, odprto proti dvorišču. Poletna mošeja je ivan z dvovrstnimi lesenimi stebri na kamnitih podstavkih. Stene, mihrab, minbar in stranski stolpi so obloženi z majoliko z zapletenimi rastlinskimi vzorci.
Ob vznožju Ak Šejk Bobo so bivalni prostori hivskih kanov in sobe harema. To je najnovejši del citadele in je bil zgrajen pod Saidom Mohamedom Rahimom II., ki je vladal od leta 1863 do 1910.